# Legamento laciniato
Il legamento laciniato (o retinacolo dei muscoli flessori) è una fascia fibrosa tesa tra il malleolo tibiale e tuberosità mediale calcaneale.
Costituisce il tetto del tunnel tarsale, nel quale scorrono dentro le rispettive membrane sinoviali i muscoli flessori del piede, il nervo tibiale e l'arteria tibiale posteriore.